# Монтгомери, Джордж
Джордж Монтгомери (англ. George Montgomery, 29 августа 1916, Брейди (англ. Brady, Montana), Монтана, США — 12 декабря 2000, ранчо «Мираж», Калифорния, США) — американский киноактёр, скульптор.

## Биография
Джордж Монтгомери вырос в зажиточной семье фермера, иммигрировавшего из Украины. Помимо своих 15 детей, родители усыновили ещё четверых. Учился в университете штата Монтана.
Появление будущего киноактёра в Голливуде была успешным: юноша сразу же получил роль. Потом были ещё почти сто ролей в различных кинолентах, среди которых «Из ада в Борнео», «Весна в скалистых горах» (1942), «Женщины оркестра», «Кровавые деньги» (1947), «Незнакомцы на рассвете» (1969) и другие.
В 1981 году выпустил мемуары «Годы Джорджа Монтгомери».
На склоне лет актёр вернулся к увлечению своей юности — скульптуре. С 1975 года он начал работать в бронзе. Создал более 50 скульптур — чаще всего, портретов своих друзей и партнёров по фильмам.